# José L. Panero
José L. Panero (1959 -) es un botánico mexicano estadounidense. Obtuvo su licenciatura en artes en la Universidad de Miami, en 1984, y su maestría (1986) y su doctorado (1990) en la Universidad de Tennessee. Hizo estudios de posdoctorado en la Universidad de Texas, en Austin. Es especialista en flora neotropical, con énfasis en la familia de las Asteraceae.

## Publicaciones parciales
- --. 1997. A new species of Ageratina (Eupatorieae) from northwestern Oaxaca. Lundellia
- -- & J.L. Villasenor. 1997. New species of Asteraceae from Mexico and Bolivia. Brittonia
- -- & P. Davila. 1997. The family Schisandraceae: a new record for the flora of Mexico. Brittonia
- -- & J.L. Villaseñor. 1997. Tehuana calzadae (Asteraceae: Heliantheae) gen. et sp. nov. from the Pacific coast of Oaxaca, Mexico. Systematic Botany
- -- & J.L. Villasenor. 1997. New Taxa of Asteraceae from Southern Mexico. Brittonia 48: 566-573
- -- & J.L. Villasenor. 1997. A new species of Ageratina (Asteraceae: Eupatorieae) from Northwestern Oaxaca. Brittonia 48: 498-500
- -- & R.K. Jansen 1997. Chloroplast DNA restriction site analysis of the genus Verbesina. (Asteraceae: Heliantheae). Amer. J. of Bot. 84: 382-392

### Libros
- 1990. A monograph of the andean genus Pappobolus. Ed. University of Tennessee, Knoxville. 858 pp.
- 1992. Systematics of Pappobolus (Asteraceae-Heliantheae). Volumen 36 de Systematic botany monographs. Ed. Am. Soc. of Plant Taxonomists. 195 pp. ISBN	0912861363

- La abreviatura «Panero» se emplea para indicar a José L. Panero como autoridad en la descripción y clasificación científica de los vegetales.[1]